# Everöds församling
Everöds församling var en församling i Lunds stift och i Kristianstads kommun. Församlingen uppgick 2000 i Everödsbygdens församling.

## Administrativ historik
Församlingen har medeltida ursprung.
Församlingen var till 2000 moderförsamling i pastoratet Everöd och (Östra) Sönnarslöv som från 1962 även omfattade Lyngsjö församling. Församlingen uppgick 2000 i Everödsbygdens församling.

## Kyrkoherdar
| Ämbetstid | Namn                    | Levnadstid | Övrigt |
| --------- | ----------------------- | ---------- | ------ |
| 1417–1420 | Petrus Jensen           |            |        |
| 1470      | Beynt                   |            |        |
| 1543      | Jörgen Pedersen         |            |        |
| 1560      | Mauritius Olai          |            |        |
| 1564      | Oliverius Georgii       |            |        |
| 1584–1592 | Jon Gudmunsson          |            |        |
|           | Nils                    |            |        |
| 1610–1647 | Ole Jenssen             | 1579–1647  |        |
| 1647–1679 | Stheen Pedersen Sommer  | 1617–1679  |        |
| 1681–1699 | Jacob Simonsson         | 1656–1699  |        |
| 1699–1730 | Petrus Collin           | –1731      |        |
| 1730      | Christopher Blanxius    |            |        |
| 1731      | David Evensson          | 1699–1751  |        |
| 1731–1772 | Jakob Palm              | 1700–1772  |        |
| 1773–1785 | Simon Israel Palm       | 1734–1785  |        |
| 1787–1798 | Joseph Norén            | 1756–1798  |        |
| 1800–1805 | Nils Åman               | 1759–1805  |        |
| 1806–1833 | Lars Jakob Engeström    | 1775–1833  |        |
| 1834–     | Christian Wilhelm Rhode | 1802–      |        |

## Kyrkor
- Everöds kyrka